# Vjeran Simunić
Vjeran Simunic sinh ra và lớn lên tại Croatia, bắt đầu chơi bóng đá chuyên nghiệp từ năm 17 tuổi (từ năm 1962 đến 1986) với 790 trận đấu và ghi 97 bàn thắng. Kinh qua nhiều câu lạc bộ của Bosnia, Croatia và Ý nhưng nổi bật nhất là việc ông Vjeran Simunic đã từng khoác áo đội tuyển Croatia
Sau khi giã từ sân cỏ, ông học các khoá HLV FIFA và UEFA, dẫn dắt các đội trẻ rồi làm trợ lý HLV cho tuyển Croatia trước khi đến Brunei làm HLV trưởng đội tuyển Brunei và CLB hàng đầu của Brunei DPMM thi đấu giải vô địch Singapore và Malaysia những năm 2007-2010.
Sau khi FIFA cấm vận bóng đá Brunei do chính phủ can thiệp vào LĐBĐ nước này, CLB DPMM và tuyển Brunei không được thi đấu quốc tế, nên ông Simunic đã đến Việt Nam.
Ông đã được Trưởng đoàn CLB bóng đá Thành phố Hồ Chí Minh Nguyễn Chí Kiên chính thức mời dẫn dắt CLB Bóng đá Thành phố Hồ Chí Minh với hy vọng góp phần thay đổi hình ảnh và nâng tầm chất lượng đội bóng này trong tương lai.
Ông Vjeran Simunic có bằng huấn luyện viên chuyên nghiệp do UEFA cấp, thế nên ban lãnh đạo đội bóng tin rằng với đa phần là các cầu thủ trẻ, ông Vjeran Simunic sẽ giúp họ "mài ngọc" thay vì phải tốn tiền đi mua cầu thủ nội đã có tiếng như cách làm nhiều đội bóng hiện nay.
Ông Vjerran Simunic cũng nói rất thật: "Tôi chẳng dám hứa hẹn điều gì nhiều cả nhưng tôi có thể đảm bảo rằng ở mùa bóng năm nay đội bóng của chúng tôi sẽ chơi khác hẳn. Chúng tôi sẽ chơi để giành chiến thắng với hy vọng lọt vào tốp 5 đội đứng đầu chứ không chỉ để trụ hạng như mọi năm"